# Los Campesinos!
Los Campesinos! est un groupe de rock indépendant britannique, originaire de Cardiff, dans le pays de Galles. Leur nom signifie « les paysans » en espagnol. Comme le groupe français Herman Düne, tous les membres ont pris pour pseudonyme le nom du groupe.

## Biographie

### Débuts (2006–2007)
Le groupe se forme en 2006 à l'université de Cardiff, composé de Neil (guitare), Ellen (basse) et Ollie (batterie). Rapidement rejoints par Tom (guitare, écriture des chansons) puis par Gareth (chant, glockenspiel), Harriet (violon, claviers) et Alexandra (chant, claviers, mélodica) ils donnent leur premier concert le 8 mai 2006 lors d'une soirée étudiante, à la suite de laquelle ils enchaînent une série de concerts à succès autour de Cardiff. Une première  démo est enregistrée qui comporte les titres Death to Los Campesinos!, It Started With a Mixx, Sweet Dreams Sweet Cheeks, et le tube You! Me! Dancing!. Les chansons, diffusées sur internet, augmentent la popularité acquise sur scène et permettent au groupe d'être invité au Beth and Huw's Evening Show sur la station de radio BBC Radio 1 Wales puis de faire la première partie du supergroupe canadien Broken Social Scene, en août 2006.
En novembre, un contrat est signé avec la maison de disques Wichita Recordings qui sort un premier simple le 26 février 2007. En avril, les Paysans signent avec le label canadien Arts and Crafts un contrat pour l'Amérique du Nord. En juin est mis en vente le single You! Me! Dancing, accompagnant une tournée presque internationale, puisque passant par Bath, Newport, Cardiff et Londres. Les deux simples (produits par Dave Newfeld de Broken Social Scene) sont compilés par Arts and Crafts dans l'EP Sticking Fingers into Sockets qui sort le 3 juillet Amérique du Nord. Après la sortie de son 3e single The International Tweexcore Underground (le 15 octobre 2007) le groupe entame sa première tournée nationale.

### Hold on Now, Youngster...(2008)

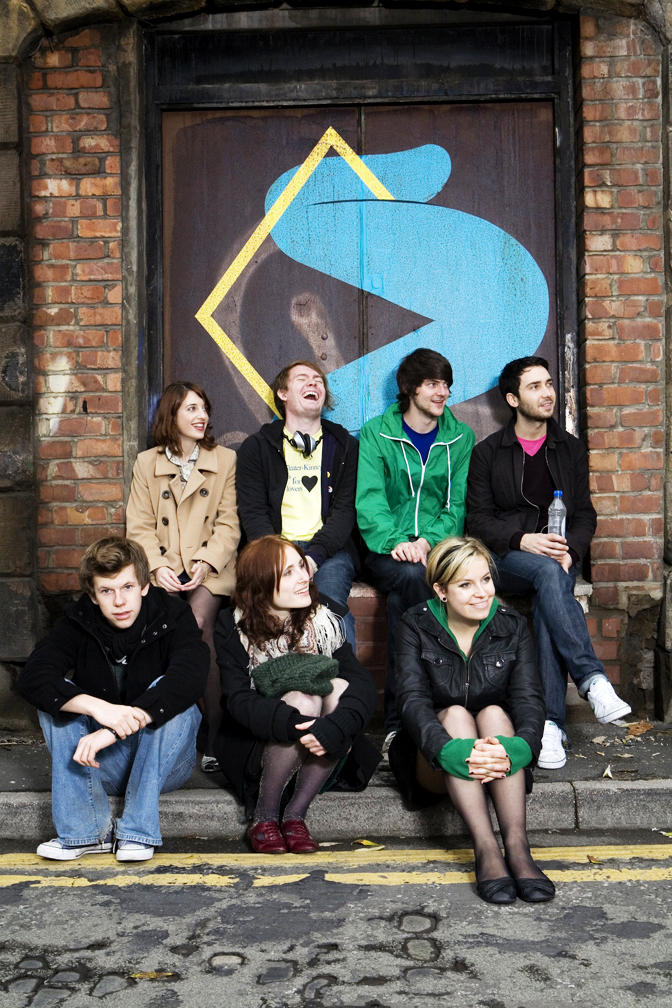
Composition originale du groupe en octobre 2007 ; en haut de gauche à droite : Harriet, Gareth, Neil et Tom ; en bas : Ollie, Aleksandra et Ellen.

Le premier album, Hold on Now, Youngster... est mis en vente le 25 février 2008 en Grande-Bretagne, soutenu par une tournée en Europe et en Amérique du Nord. Le NME attribue à l'album  une note de 6 sur 10, félicitant sa musicalité, et d'autres sources, comme Pitchfork et Drowned in Sound, le félicitent. Ils participent au Tubridy Tonight le 9 février 2008. Deux semaines après la sortie de l'album, Harriet apparait sur le premier album des Blood Red Shoes, Box of Secrets, pour le morceau Hope You’re Holding Up.
Le second album, We Are Beautiful, We Are Doomed, produit par John Goodmanson, et enregistré à Seattle en juin 2008, sort le 13 octobre 2008, soit à peine 33 semaines après le précédent.

### Romance Is Boring(2009–2010)
Los Campesinos! enregistre son troisième album, Romance Is Boring, à stamford, dans le Connecticut, avec John Goodmanson. Il est enregistré en plusieurs sessions, dont la seconde moitié s'est faite pendant leur tournée nord-américaine. En mai 2009, leur blog annonce la fin des sessions, et le début des mixages au pays de Galles. Deux morceaux sont annoncés : This Is a Flag. There Is No Wind et Straight in at 101.
Le 2 juin 2009, leur site web annonce le départ planifié d'Aleks et son retour à ses études après la tournée américaine du groupe. Le 24 juin, ils annoncent avoir terminé l'album. En 2009, le groupe tourne avec Rob Taylor, un musicien qui joue sous le nom de Sparky Deathcap. Rob deviendra le huitième membre officiel jouant de la guitare, claviers, percussions, et glockenspiel,
Le 9 septembre 2009, le groupe sort le morceau The Sea Is a Good Place to Think of the Future en téléchargement libre. Un clip est aussi réalisé par leur bassiste Ellen Campesinos. Le groupe sort un nouveau single, There Are Listed Buildings. Le 25 octobre, ils annoncent le titre, la liste des morceaux et la date de sortie pour l'album Romance Is Boring.
En juin 2010, Ollie annonce son départ du groupe. Quatre jours plus tard, le groupe décide de maintenir ses dates à venir. Juste deux semaines après son départ, le groupe sort un EP intitulé All's Well that Ends le 19 juillet 2010. Il est le premier à faire participer Rob Campesinos! et comprend des rééditions de quatre morceaux issus de Romance is Boring. En juillet, le groupe joue à Londres avec son nouveau batteur, Jason Adelinia.

### Heat RashetHello Sadness(2010–2012)
Le 9 décembre 2010, le groupe annonce le lancement d'un magazine, Heat Rash, et sort un morceau spécial Noël intitulé Kindle a Flame in Her Heart sur SoundCloud. Le groupe annonce un quatrième album, et troisième album enregistré avec John Goodmanson, à Barcelone en avril 2011. Gareth annonce aussi un projet parallèle avec Zac Pennington de Parenthetical Girls, et Freddy Rupert de Former Ghosts, sous le nom de Crying. Harriet, violiniste du groupe, les quitte en bons termes en septembre 2011 pour continuer ses études.
Hello Sadness et publié le 14 novembre 2011 en Europe et le 15 novembre 2011 aux États-Unis. By Your Hand, le premier single, est publié comme téléchargement libre sur le site web du groupe le 8 septembre 2011. Il est suivi par le single Hello Sadness le 12 octobre 2011. Ils tournent en Europe au début de 2012, jouant leur single By Your Hand à l'émission Late Show with David Letterman le 20 janvier 2012.
En mars 2012, Garethest annoncé pour six performances en été 2012. En mai 2012, ils sortent le morceau Tiptoe Through The True Bits sur leur blog. Lors d'un entretien avec le NME, Gareth confirme un cinquième album pour début 2013.

### A Good Night for a Fist FightetNo Blues(2013–2015)
Les enregistrements live à l'Islington Assembly Hall sont publiées sous le titre A Good Night for a Fist Fight, le 4 mai 2013. Le premier enregistrement de 2013, Little Mouth, apparait dans la bande son du flm indépendant Benny and Jolene. Un autre morceau, Allez les Blues, qui est apparu dans Heat Rash, apparait dans la compilation Arts and Crafts: 2003–2013 en avril.
En août 2013, le groupe publie un teaser du cinquième album, No Blues,. Le premier single, What Death Leaves Behind, est publié sur SoundCloud.

### Sick Scenes(depuis 2016)
Le groupe enregistre la suite de No Blues en 2016. Le groupe ajoute aussi un nouveau membre, le bassiste Matt Campesinos!, en juin.
En novembre 2016, le groupe annonce un sixième album, Sick Scenes, pour le 24 février 2017. Ils sortent aussi le premier single, I Broke Up in Amarante, et annoncent une tournée nord-américaine pour les quatre années à venir. Ils publient le deuxième single, 5 Flucloxacillin, le 16 janvier 2017.
En avril 2021, deux titres de l'album Hold on Now, Youngster..., "Death to Los Campesinos!" et "Broken Heartbeats Sound Like Breakbeats" apparaissent dans la bande originale du film Les Mitchell contre les machines.
Le 7 mai 2021, le groupe sort l'EP Whole Damn Body composé de sorties remasterisées de musiques précédemment distribuées avec leur zine Heat Rash entre 2011 et 2012 ainsi que d'autres singles enregistrés autour de l'époque de leur album Hello Sadness.

## Discographie

### Albums studio
- 2008 - Hold on Now, Youngster...
- 2008 - We Are Beautiful, We Are Doomed
- 2010 - Romance is Boring
- 2011 - Hello Sadness
- 2013 - No Blues
- 2017 - Sick Scenes
- 2024 - All Hell

### EP
- 2006 - Hold on Now, Youngster
- 2007 - Sticking Fingers into Sockets
- 2014 - A Los Campesinos! Christmas
- 2021 - Whole Damn Body